# Botnang
Botnang, Stuttgart-Botnang (hist. Bothnang) – okręg administracyjny (Stadtbezirk) w Stuttgarcie, w kraju związkowym Badenia-Wirtembergia. Liczy 12 685 mieszkańców (31 grudnia 2011) i ma powierzchnię 2,14 km².